# 续议界务专条附章
《续议界务专条附章》是1895年6月20日中法两国政府在北京签署的边界协定。

## 历史
1893年法国殖民军入侵老挝，法暹战争爆发，最终法国与暹罗签订了《法暹条约》（又称《曼谷条约》），把湄公河东岸的老挝割让给了法国，从此老挝由暹罗的属国沦为了法国“保护国”，并被纳入了“法属印度支那联邦”，红河以西至湄公河的中老边界变成了中法之间的边界。光绪十九年(1893)，中法双方开始在西双版纳和法属印度支那接界处重新勘定界碑。清政府委任思茅同知黎肇元为中方勘界委员，会同法方代表巴威勘绘界图。
中日甲午战争以后，法国参加三国干涉还辽，迫使清政府与俄羅斯帝國、法国签订《四厘借款合同》(“俄法洋款”一亿金卢布，约合白银一亿两)，并于1895年5月8日法国外交部长哈洛托召见中国驻法公使龚照瑗。中国政府代表中方全权大臣總理各國事務衙門和碩慶親王奕䜣、总理各国事务衙门大臣军机大臣吏部左侍郎徐用仪和法方全权大臣、法国驻清公使施阿兰在北京签订了中法《续议界务专条附章》和中法《续议商务专条附章》。

## 内容
中法《续议界务专条附章》共5条。对前订《中法续议界务专条》进行修改，规定改勘滇越边界。
第3款规定，云南境内的车里宣慰司（十二版纳）之勐乌、乌得及勐腊县南的磨丁、磨别、磨杏三盐井地被划归法属越南。1897年，中法双方签署《滇越界约》，中老边界最终以条约的形式加以确定。  
《续议界务专条附章》对中越边界云南段的二、五段作了更改：把勐洞三村划归中国；把勐梭、勐蚌以及纳楼土司所属的“三勐”的下勐和中勐的大部分地区划归越南。致使临安府失地1600平方公里。
1989年10月8日在北京签订的《中华人民共和国政府和老挝人民民主共和国政府关于处理两国边境事务的临时协定》第一条第一款规定：

一、中华人民共和国和老挝人民民主共和国的边界业经一八八七年六月二十六日《續議界務專條》的一八九五年六月二十日《续议界务专条附章》划定。双方有义务尊重《续议界务专条附章》所划定的两国边界线，并按这条边界线进行管辖；在双方认为当前实际情况与《续议界务专条附章》不符的地段，双方同意必要时可进行重新检查。